# 계양문화로
계양문화로(桂陽文化路)는 인천광역시 계양구 작전동에서 용종동까지 이르는 인천광역시도로, 총 연장은 1.832 km이다.

## 유래
종합문화시설 및 작전야외공연장 등을 지나는 도로로, 계양구의 문화중심지로 자리잡기를 바란다는 뜻에서 부여한 것에서 유래되었다.

## 노선 정보
- 총 연장 : 1.832 km
- 기점 : 인천광역시 계양구 작전동 902 (봉오대로와 접촉)
- 종점 : 인천광역시 계양구 용종동 227-4 (서부간선로와 접촉)

## 지리

### 통과하는 지자체
- 계양구
  - 작전동 - 계산동 - 용종동

### 접촉하는 도로
- 봉오대로
- 도두리로
- 계산새로
- 오조산공원로
- 오조산로
- 용종로
- 서부간선로

### 주변에 있는 시설
- 작전체육공원
  - 작전체육공원 계양야외공연장
- 심장박물관
- 럭셔리모텔짝
- 정문약국
- 인천세종병원
- 세븐일레븐 계산택지점
- 이재훈 탁구클럽
- 까치공원
- 디저트39 인천작전점
- 소풍호텔
- 논골집
- 원조꼼장어
- 라이즈빌오피스텔
  - 펀비어킹 인천계양구청점
- 뉴월드프라자
- 이마트24 계산프라임점
- 호우양꼬치 계산점
- 소울하다 인천계양점
- GS25 계산동경점
- 명동프라자
- 계산택지2 공영주차장 전기차충전소
- 인천상수도사업본부 북부수도사업소
- 인천계양우체국
- 대우프라자
- 화생당한의원
- 새롬프라자
- KB국민은행 계양지점
- LG유플러스 용종동 계산점
- 인천계양코아루센트럴파크아파트
- 오조산공원
- 용종마을중앙아파트
- 용종마을신대진아파트
- 초정마을두산쌍용아파트
- 인천길주초등학교
- 계양고등학교
- 초정마을하나아파트